# Kyōto Shugoshoku
Kyōto Shugoshoku (京都守護職 Kinh Đô thủ hộ chức) là một chức quan do Mạc phủ Tokugawa lập nên và hoạt động từ năm 1862 đến năm 1868. Viên chức này chịu trách nhiệm gìn giữ trật tự trị an cho kinh thành Kyōto và các vùng lân cận, do vậy mà phần lớn đã thay thế chức vụ hiện tại của Kyōto Shoshidai, mặc dù cả hai đều tồn tại cạnh nhau cho đến khi bị Mạc phủ bãi bỏ vào năm 1867.
Nhằm củng cố vị thế và tăng cường an ninh cho triều đình Kyōto, Mạc phủ đã giao phó trọng trách này cho những lãnh chúa thuộc họ hàng thân thích của gia tộc Tokugawa như Matsudaira Katamori của phiên Aizu, người giữ chức lâu nhất, kế đến là Matsudaira Yoshinaga của phiên Fukui đảm đương được một thời gian ngắn vào năm 1864.

## Danh sáchKyōto Shugoshoku
- Matsudaira Katamori (1862–1864, 1864–1868).[2]
- Matsudaira Yoshinaga, còn gọi là Matsudaira Shungaku (1864).[2]